# أوتو رينيه كاستيلو
أوتو رينيه كاستيلو (بالإسبانية: Otto René Castillo)‏ هو شاعر غواتيمالي، ولد في 25 أبريل 1936 في كويتزالتنانغو في غواتيمالا، وتوفي في 19 مارس 1967 في ثاكابا، غواتيمالا في غواتيمالا.

## وصلات خارجية
- أوتو رينيه كاستيلو على موقع ميوزك برينز (الإنجليزية)